# Markotabödöge
Markotabödöge község Győr-Moson-Sopron vármegyében, a Csornai járásban.

## Fekvése
Magyarország és Győr-Moson-Sopron vármegye északnyugati részén, a Tóközben fekszik, közel a Hansághoz. A mai községet a Keszeg-ér szeli ketté, a korábban önálló Markota község a vízfolyástól délkeletre, Bödöge pedig attól északnyugatra jött létre.

### Megközelítése
Csak közúton érhető el, a Kóny és Bősárkány között húzódó 8509-es úton; közigazgatási területét érinti még a 8503-as út is.
A legközelebbi vasúti csatlakozási lehetőséget a Győr–Sopron-vasútvonal Kóny vasútállomása kínálja, a település központjától bő 7 kilométerre délre.

## Története
- 1161-ben III. István magyar király Nyáry Lőrincnek adta Bedegh néven a települést.
- Markota 1222-ben Péter ispán birtokában volt. Hosszas csatározások után a két község a győri Székeskáptalan birtokába került.[4]
- 1609-ben egyesítik a két községet[4]
- 1683-ban a Bécs alá vonuló török csapatok pusztították és rabolták ki a falut.
- 1944-ben a falut bombatámadás érte.
- 1973-ban a községet közigazgatásilag Kónyhoz csatolták.
- 1990-ben megalakult a község önkormányzata, ismét elnyerte az önállóságát.

## Közélete

### Polgármesterei
- 1990–1994: Csete Lajos (független)[5]
- 1994–1998: Csete Lajos (független)[6]
- 1998–2002: Szabóné Szűcs Ildikó (független)[7]
- 2002–2006: Szabóné Szűcs Ildikó (független)[8]
- 2006–2010: Szabóné Szűcs Ildikó (független)[9]
- 2010–2014: Horváth Sándor (független)[10]
- 2014–2019: Horváth Sándor (független)[11]
- 2019–2024: Horváth Sándor (független)[12]
- 2024– : Meleg Gáborné (független)[1]

## Népesség
A település népességének változása:
| Lakosok száma | 468  | 464  | 474  | 507  | 516  | 526  | 523  |
|               | 2013 | 2014 | 2015 | 2021 | 2022 | 2023 | 2024 |

A 2011-es népszámlálás során a lakosok 90,4%-a magyarnak, 0,2% cigánynak, 0,2% görögnek, 0,9% németnek, 0,2% románnak mondta magát (8,7% nem nyilatkozott; a kettős identitások miatt a végösszeg nagyobb lehet 100%-nál). A vallási megoszlás a következő volt: római katolikus 75,5%, református 2,4%, evangélikus 3,1%, görögkatolikus 0,4%, felekezeten kívüli 3,3% (15,1% nem nyilatkozott).
2022-ben a lakosság 88,2%-a vallotta magát magyarnak, 2,3% németnek, 1,2% cigánynak, 0,2% románnak, 0,2% szlováknak, 1,9% egyéb, nem hazai nemzetiségűnek (11,6% nem nyilatkozott; a kettős identitások miatt a végösszeg nagyobb lehet 100%-nál). Vallásuk szerint 49% volt római katolikus, 3,1% református, 1,4% evangélikus, 0,6% görög katolikus, 0,4% egyéb keresztény, 0,6% egyéb katolikus, 5,6% felekezeten kívüli (39,3% nem válaszolt).

## Látnivalók
Római katolikus temploma 1752-ben épült barokk stílusban (a Mindenszentek tiszteletére). Oltára és szószéke míves művészeti alkotás, a főoltár szobrai 1750 körül készültek. A letompított sarkú homlokzaton, fülkékben, nagyméretű fából faragott Mária- és Keresztelő Szent János-szobrok állnak. A torony kiugrik a fal síkjából, tetején a toronyszoba körül fonatos, jón félpillérek és félköríves ablakok. Négy emléktábla is díszíti a templomot:
- Matkovics János, Kínában vértanúhalált szenvedett szalézi misszionárius emlékére (torony alatti előtér);
- Boldog Apor Vilmos püspök halálának 60. évfordulójára az Apor család készíttette tábla;
- az első és a második világháború hőseinek és áldozatainak emléktáblája (a templom külső falán).